# 丘疹遠環蚓
丘疹遠環蚓（学名：Amynthas papulosus）为巨蚓科遠環蚓屬下的一个种。